# 広島市立舟入高等学校
広島市立舟入高等学校（ひろしましりつふないりこうとうがっこう）は、広島県広島市中区に所在する広島市立高等学校。

## 概要
1921年（大正10年）、広島市高等女学校（通称：市女"いちじょ"）として開校。100有余年の歴史と伝統を誇る県内屈指の進学校である。
2004年度からスーパーイングリッシュランゲージハイスクール (SELHi) に指定されていた。
学校独自の伝統として、3F精神（ファイト・フェアー・ファイン）・舟入高校体操・アルルの女を流そう・組体操・なわとびなどがある。
制服の白シャツとセーターの左腕上部に舟入高校の3F精神を表す “fff“の刺繍が施されており、女子生徒のスカートの左下にも“fff“の刺繍がある。
体育祭では、1年生全員が舟入高校体操を披露し、3年生全員が自前の浴衣を着て盆踊りをする伝統がある。

### 校訓
舟入：おのれに徹して人のために生きよう
市女：揺籃を動かす手が世界を動かす

### 校章
他の市内6校が校樹をモチーフにしているのに対し、本校は「舟」をモチーフにしている。これは、生徒たちによってデザインされたものである。同様に、校旗のデザインも生徒の手によって行われた。

### 校樹
アカシヤの木

### 校歌
１番が「アカシヤに光あり」で始まり、２番が「アカシヤに望みあり」で始まる。

### 校則
遅刻者ゼロの日は、校内放送でアルルの女が流されるという伝統がある。
2007年に携帯電話の持ち込みが許可された。しかし、校内では電源を切ってロッカーにしまうことになっている。
令和3年度までは制服着用時、「女子生徒の靴下の色は白（ハイソックスや踝ソックスは不可）である必要がある。」とされていたが、令和4年度からは制服着用時、「男子生徒・女子生徒の両方において、靴下の色は黒・白・紺（ハイソックスや踝ソックスは不可）」に変更された。
体操服を着用する場合は、「男子生徒の靴下の色が女子生徒と同様に白」である必要がある。（2021年5月現在）
また、男子生徒・女子生徒の両方において「基準服の下に着用する衣類は白無地とする」と定められている。（2021年5月現在）

### 講堂【アカシヤホール】[2]
舟入高校の特徴は創立時から講堂があることである。
アカシヤホールは、西日本の公立高校で最大にして唯一の専用コンサートホールである。スタンウェイの象牙鍵盤グランドピアノを完備し、入学式、卒業式、文化祭、合唱祭、講演会、定期演奏会、朝会、始業式、終業式などの行事で使用されている。

### 食堂
一階には食堂がある。廊下の入り口から入った正面に2台の食券販売機があり、購入した食券を受取口で渡すことで飲食物を受け取ることができる。食堂ではパン販売も行われている。

## 沿革

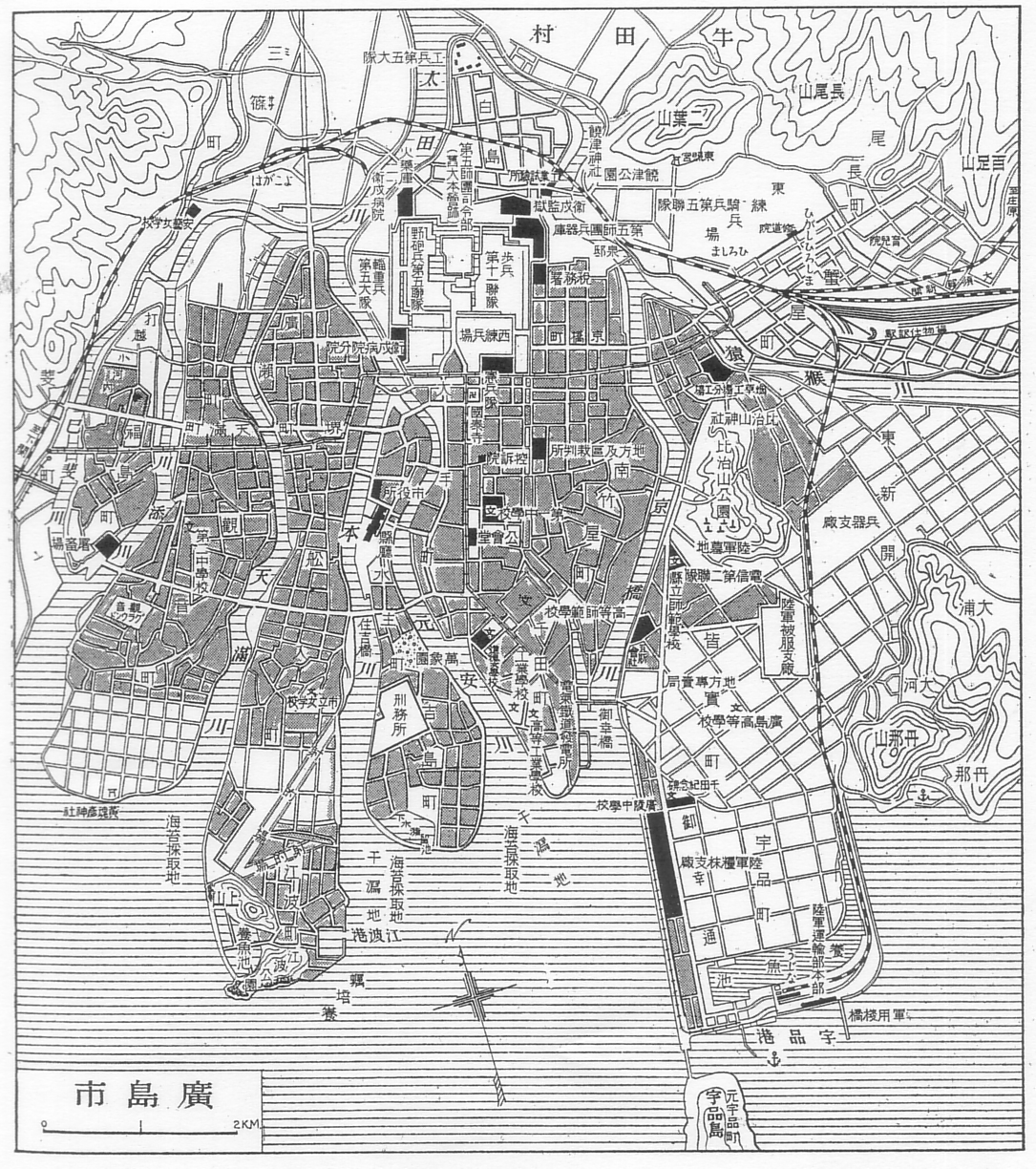
1930年頃の広島市の地図。市立女学校が確認できる。

- 1921年 広島市高等女学校として設立される。

市女の初代校長である今堀友市氏は、当時の女学校教育が「良妻賢母」を育てるという美名のもとに内容が乏しい教育であることに憤り、「真の人間教育」を目指して教育改革を行い実践した。
市女の教育方針は、自由の教育観による人間教育、音楽を通じての情操教育、健康管理と体力作りの各スポーツ推進であった。
モダンな校舎と大正デモクラシーの自由な空気のもと、当時としては珍しく水泳の授業があり、また、創立時から西洋の音楽教育に力を入れ、レコード鑑賞や合唱が盛んな華やかな校風で知られていた。当時、国内トップレベルの管弦楽隊だった呉の海軍軍楽隊が伴奏に訪れ、年に一度、演奏会も行っていた。
- 1937年 ヘレン・ケラー女史来校[6]。
- 1943年 広島市立第一高等女学校に改称
- 1945年 原爆により教師・生徒合わせて676名が亡くなる。爆心地近くでの建物疎開作業中に被爆し、市内の学校の中で最多の犠牲者数となった。また、犠牲となった生徒も1、2年生のほぼ全員だったとされる。

- 1948年 学制改革により広島市二葉高等学校に改称
- 1949年 学校再編成により広島県広島舟入高等学校となり、男女共学の学校になる

1949年春、市女同窓生は「乳幼児を預かり、女性の社会進出を側面からお手伝いする」という思いから、千田保育園を設立。千田保育園は、全国的にも例がない女学校の同窓生が経営、運営する保育園で、市女の校章が園章として引き継がれ、市女の校訓がそのまま園是として継承されている。
- 1956年 全日制普通科に総合選抜制度が導入される。国泰寺高校・観音高校・皆実高校・基町高校との一括募集となり、「広島市内五校」（後に井口高校が加わり「広島市内六校」）と称される
- 1980年 設置者である広島市の政令指定都市移行に伴い広島市立舟入高等学校に改称
- 1991年 総合選抜制度下の「広島市内六校」を東西2学校群に分割。本校は観音高校・井口高校とともに西部グループに属する。
- 1998年 総合選抜制度全廃。単独選抜に移行。国際コミュニケーションコースを設置。校舎全面改築。

## 交通
- 広島電鉄江波線舟入川口町電停下車
- 広電バス舟入川口町下車

## 校舎
1998年に全面改築され、学習・生活環境が飛躍的に向上した。設備においては、将来の高校のあり方を示すかのごとく、あらゆる工夫が施されている。基町高校も同様のことがいえるが、一般的に基町ではデザイン重視、舟入では機能重視であるといわれる。。設計は村田相互設計。

### 原子爆弾／慰霊碑
広島への原爆投下に於いて、広島市立第一高等女学校が広島の学校で最多の犠牲者数を出している。原爆投下から3年後の昭和23年(1948年)に父兄により建立された「市立高女慰霊碑」は、広島の学校に於いて最初の原爆慰霊碑であった。
慰霊碑にて中央の少女が抱えている箱には「E=mc2」の公式が刻まれている。これは建立当時(1948年)の占領軍の報道規制により、『原爆』の文字が使えなかった為で、原爆の字の代わりにこの公式を刻んだとされる。

## 学校行事
- 4月
  - 入学式
  - 健康診断・体力テスト
  - 遠足
- 5月
- 6月
  - 舟入祭
- 7月
- 8月
  - カナダ･韓国短期留学
- 9月
  - 体育祭
- 10月
  - 普通･国際コース修学旅行
- 11月
- 12月
  - 合唱祭
- 1月
  - センター試験
- 2月
- 3月
  - 球技大会
  - 卒業式

## 国際コミュニケーションコース
通称FICC(Funairi International Communication Course)。国際コミュニケーションコースは1998年に設置された英語教育に特化したコースである。あくまで普通科なので英語を除く教科を疎かにすることなく履修可能である。海外の語学研修に意欲的で現地の人々を通じてコミュニケーション能力を高めることができる。卒業時には高度な言語力がついているため語学系の難関大学にも進学可能となる。

## 部活動

### 体育系
- 剣道部
- サッカー部
- 水泳部：競泳と水球がそれぞれ活動している。両方の試合・記録会等の大会に出場することは可能である。
- 卓球部
- ソフトテニス部
- バスケットボール部
- バレーボール部
- 男子バレーボール部
- 女子バレーボール部
- 陸上競技部
- バドミントン部
- 硬式テニス部
- 硬式野球部
- バトントワリング部

### 文化系
- ESS
- 演劇部
- 音楽部
- 軽音楽部
- 茶道部
- 写真部
- 書道部
- 新聞・文芸部
- 吹奏楽部
- 生物部
- JRC
- 箏曲部
- 電子工学部
- 美術部
- 放送部
- 華道部
- 漫画研究部

## 姉妹校
- 大邱外国語高等学校（韓国）
- バルトルディ高等学校（フランス）
- ヴィルヘルムラーベ高等学校（ドイツ）
- 長崎県立長崎東高等学校（提携校として）

## 著名な出身者

### サッカー
- 今西和男 - 元サッカー日本代表　元FC岐阜社長兼ゼネラルマネージャー
- 石井知幸 - アルビレックス新潟ヘッドコーチ、元U23日本代表コーチ
- 野村六彦 - 日本サッカーリーグ初代得点王
- 佐伯博司 - 元サッカー日本代表選手
- 山西博文 - Jリーグサッカー審判員

### 文化
- 山内鉄也 - 映画監督、テレビ演出家、脚本家、水戸黄門 のメイン監督
- 水田伸生 - 演出家
- 田部シメ子 - 作家太宰治の恋人
- 沢音千尋 - 漫画家
- 坂本文子 - 平和運動家
- 佐藤利行 - 広島大学教授、中国文学者

### 芸能
- 原田真二 - シンガーソングライター
- 堀内一史 - ミュージシャン、ユニコーン・ARBベース担当
- 吉長美鈴 - お笑い芸人、元ブロッサム
- 土生智子 - タレント、元ブロッサム
- 咲野俊介 - 声優、俳優
- 千葉早智子 - 女優
- 久保隆司 - お笑い芸人、ヴェートーベン

### アナウンサー
- 清川徹 - 元NHKアナウンサー
- バーゲル・ルミ - フリーアナウンサー、元テレビ新広島アナウンサー
- 河村綾奈 - 中国放送アナウンサー
- 大隅智子 - 気象キャスター

### その他
- 大平喜信 (政治家) - 日本共産党衆議院議員
- 目黒俊治 - ポプラ創業者・会長兼社長